# Баллей
Баллей (нем. Ballei) — территориальные владения, принадлежавшие в Средние века рыцарским орденам (тамплиерам, Иоаннитам, Тевтонскому ордену и другим). Управлением в баллее занимался комтур баллея (в Тевтонском ордене — ландкомтур). Баллей включал в себя несколько комтурств.
Иногда баллеи называют бальяжами (фр. baillage) или бейливиками (англ. bailiwick) — словами, произошедшими также от латинского baiulus, изначально — «носильщик». Не следует путать понятие баллей как владения рыцарского ордена с бальяжами и бейливиками как областями в средневековых Франции и Англии соответственно.